# 32150 Crumpton
32150 Crumpton è un asteroide della fascia principale. Scoperto nel 2000, presenta un'orbita caratterizzata da un semiasse maggiore pari a 2,999583 UA e da un'eccentricità di 0,236503, inclinata di 5,651558° rispetto all'eclittica. Ha un diametro di 9,927 km e un periodo di rotazione di 104,939 ore.